# آرابلا دورمان
آرابلا دورمان (انگلیسی: Arabella Dorman؛ زادهٔ ۱ ژانویهٔ ۱۹۷۵) نقاش اهل بریتانیا است.
وی همچنین برندهٔ جوایزی همچون ۱۰۰ زن بی‌بی‌سی شده‌است.